# 大川忠秀
大川 忠秀（おおかわ ただひで、生年不詳 - 1561年）は、戦国時代の武将である。上杉氏の家臣。

## 略歴
大川氏は鎌倉時代から続く家系で、戦国時代には本庄氏の傘下に入った。忠秀は、現在の新潟県村上市府屋にあたる越後国岩船郡府屋の大川城の城主である。1561年（永禄4年）の第4次川中島の戦いで戦死したとされる。